# 少年サタデー
「少年サタデー」（しょうねんサタデー）は、岡村靖幸の30枚目のシングル。2019年1月23日にV4 Recordsより発売された。

## 概要
約3年半振りのシングル。

## 収録曲
| 全作詞・作曲・編曲: 岡村靖幸。 |                                         |           |            |                                          |      |
| #                              | タイトル                                | 作詞      | 作曲・編曲 | タイアップ                               | 時間 |
| 1.                             | 「少年サタデー」                        | 岡村靖幸  | 岡村靖幸   | TBS系『王様のブランチ』テーマソング      | 5:02 |
| 2.                             | 「セクシースナイパ―」                   | 岡村靖幸  | 岡村靖幸   |                                          | 4:46 |
| 3.                             | 「スーパーガール (エチケット2019ver.)」 | 岡村靖幸  | 岡村靖幸   | AbemaTV『恋愛ドラマな恋がしたい2』主題歌 | 5:05 |
| 4.                             | 「スーパーガール (BTF ver.)」           | 岡村靖幸  | 岡村靖幸   |                                          | 4:38 |
| 合計時間:                      | 合計時間:                               | 合計時間: | 19:31      |                                          |      |